# One Piece Film: Z
One Piece Film: Z (ONE PIECE FILM Z?) è un film del 2012 diretto da Tatsuya Nagamine. È il dodicesimo film anime basato sulla serie manga shōnen One Piece di Eiichirō Oda. La trama ruota attorno alla battaglia di Monkey D. Rufy e la sua ciurma contro l'ex ammiraglio della Marina Zephyr, considerato il più potente nemico da loro affrontato fino a quel momento. Il film è stato distribuito nelle sale giapponesi dalla Toei Company il 15 dicembre 2012.

## Trama
Zephyr, ex ammiraglio e ora capo dell'organizzazione paramilitare nota come Neo Marina, accompagnato dai suoi sottoposti Ain e Binz assalta una base della Marina e ruba la famigerata pietra Dyna, un'arma segreta di potenza paragonabile alle armi ancestrali. Dopo aver combattuto contro Kizaru, Zephyr rimane ferito e viene soccorso per caso dalla ciurma di Cappello di paglia; una volta scoperto che si tratta di pirati li attacca insieme ai suoi uomini, giunti per recuperarlo dopo averlo localizzato con una Vivre Card. Ain usa i suoi poteri per ringiovanire Nami, Chopper, Brook e Robin mentre la ciurma ha la peggio ma riesce a fuggire.
Il quartier generale della Marina decide di mobilitarsi una volta compreso il piano di Zephyr, che mira a distruggere il Nuovo Mondo tramite le pietre Dyna facendo saltare in aria i tre Endpoint, ossia isole nelle quali si trova un alto quantitativo di magma in modo tale da scatenare un'eruzione che possa distruggere tutta la seconda parte della Rotta Maggiore. Nel frattempo la ciurma di Rufy raggiunge Dock Island, dove un carpentiere di nome Mobston racconta loro come da circa un anno moltissime ciurme pirata siano state sconfitte dalla Neo Marina.
In cerca di informazioni su Z la ciurma incontra l'ex ammiraglio Aokiji, che ha lasciato la Marina dopo essere stato sconfitto da Akainu a Punk Hazard nello scontro per decidere chi sarebbe succeduto a Sengoku come grandammiraglio dopo la battaglia di Marineford: Kuzan spiega loro il piano di Zephyr e la ciurma scopre che questi si trova sull'isola. Rufy e gli altri lo attaccano senza tuttavia riuscire ad avere la meglio e permettendogli di allontanarsi indisturbato col cappello di paglia del capitano.
Nel frattempo Garp racconta a Kobi e Hermeppo la storia di Zephyr: un tempo ammiraglio, quando la moglie e il figlio vennero uccisi da un pirata divenne un istruttore e allenò molti cadetti che divennero in seguito famosi Marines. Un giorno la maggior parte delle sue reclute vennero uccise e Z perse il braccio in seguito all'attacco di un pirata; quando questi venne scelto per entrare nella Flotta dei Sette, l'uomo lasciò la Marina per formare il suo nuovo gruppo, la Neo Marina.
Rufy e i suoi compagni si recano sull'isola dove la Neo Marina darà inizio al suo piano e la affrontano: questa volta riescono ad avere la meglio e Rufy sconfigge Z dopo un duro combattimento, proprio mentre giungono sull'isola anche Kizaru e la Marina. Z decide allora di affrontare da solo i suoi ex commilitoni per permettere alla ciurma e ai suoi sottoposti di ritirarsi; Ain cerca di fargli cambiare idea correndo verso di lui, ma Kuzan crea uno spesso muro di ghiaccio per dividerli e impedendo allo stesso tempo alla pietra Dyna di esplodere. Z muore durante il combattimento e in seguito Ain, Binz e Kuzan lo seppelliscono ponendo sulla sua tomba ciò che resta del suo smasher.
Il film termina con un flashback nel quale un bambino vestito da supereroe affronta dei bulli che stavano maltrattando una bambina: mentre altri bambini tifano per lui, il piccolo dichiara di essere un combattente per la giustizia e di chiamarsi Z. Durante i titoli di coda la ciurma di Rufy torna per l'ultima volta a Dock Island per restituire a Mobston ciò che aveva prestato loro.

## Personaggi esclusivi del film
- Z (ゼット?, Zetto) è l'antagonista principale del film. Il suo vero nome è Zephyr (ゼファー?, Zefā). In passato era un ammiraglio della Marina e addestrò coloro che ora nella Marina sono famosi: a seguito infatti dell'uccisione della sua famiglia da parte di un pirata, mise da parte l'odio e il dolore decidendo di allenare le nuove leve, come Akainu, Aokiji, Kizaru, Smoker e molti altri per farne dei valorosi eroi in cui la gente avrebbe creduto e stimato. In seguito, però, un altro pirata con il potere del frutto del diavolo attaccò la sua nave, uccidendo tutti i Marine che stava allenando in quel momento tranne Ain e Binz e tagliandogli il braccio. Gli scienziati della Marina gli costruirono un arto meccanico chiamato Battle Smasher (バトルスマッシャー?, Batoru Sumasshā) ma, a seguito dell'entrata dello stesso pirata nella Flotta dei Sette per mano del Governo Mondiale, Zephyr perse la totale fiducia nella marina e in tutti i suoi ideali.
- Ain (アイン?) è un membro della Neo Marina sotto il comando di Z e si definisce viceammiraglio. Non si sa se sia davvero forte come uno di essi. È una ragazza con un corpo sinuoso, occhi castani e capelli blu che le circondano il viso ma che raccoglie dietro la testa con un fermacapelli con la stessa forma del simbolo di Z al contrario. Ha una cicatrice abbastanza grande sulla sua coscia destra. Porta un cappotto da capitano della Marina nero, un completo marrone con la gonna e un fiocco sul davanti bianco, calze lunghe nere e scarpe con i tacchi. Insieme a Zephyr e Blinz fu l'unica a sopravvivere all'attacco del pirata che uccise tutte le nuove leve sotto il comando del primo e in seguito fu una delle prime ad unirsi a lui quando formò la Neo Marina ha mangiato il Frutto Paramisha Modo Modo che le permette di riportare indietro di almeno 12 anni le cose e le persone che tocca.
- Binz (ビンズ?, Binzu) è un membro della Neo Marina sotto il comando di Z. È un uomo molto alto, con grandi spalle un po' sproporzionate rispetto alle sue lunghe braccia, labbra carnose e la pelle molto pallida. Porta un vestito scuro con delle nuvole dorate e una sotto veste viola che copre anche la testa e una fascia verde. Il suo abbigliamento ricorda quello di un ninja ha mangiato il Frutto Paramisha Mosa Mosa che gli permette di controllare le piante.

## Colonna sonora
Nei titoli di coda del film sono state inserite cover di "How You Remind Me" dei Nickelback e "Bad Reputation" di Joan Jett, entrambe interpretate dalla cantante canadese Avril Lavigne. Oda ha inviato una lettera di ringraziamento personale a Lavigne dopo aver ascoltato la sua cover di "How You Remind Me", mentre "Bad Reputation" è una delle sue canzoni preferite; di conseguenza, Lavigne ha accettato di far inserire le canzoni nel film. La colonna sonora, composta di 30 tracce, è stata pubblicata il 12 dicembre 2012 da Sony Music Entertainment Japan.

## Promozione
L'inizio della produzione fu annunciato da Fuji Television nel novembre 2011. Un mese dopo fu annunciato che Eiichirō Oda sarebbe stato il produttore esecutivo del film. Il 30 gennaio 2012 Toei pubblicò un comunicato stampa che rivelava la trama del film e annunciò regista e mese di uscita. Il 21 aprile 2012 Toei pubblicò il teaser trailer del film. Due giorni dopo, Weekly Shōnen Jump rivelò il character design dell'antagonista e alcune informazioni minori come lo staff e la data di uscita.
In occasione dell'uscita del film, gli episodi dal 575 al 578 della serie televisiva sono stati dedicati a un'avventura vissuta dai membri della ciurma di Cappello di paglia appena entrati nel Nuovo Mondo collegata alle vicende del film. Inoltre il 23 e 30 dicembre 2012 è stato trasmesso su NOTTV un breve special in due parti intitolato Glorious Island che mostra la ciurma di Cappello di paglia pochi minuti prima di trovare Zephyr per mare.
Oda e il creatore di Dragon Ball Akira Toriyama hanno disegnato un'illustrazione collaborativa per un set di 8.989 biglietti validi per vedere sia One Piece Film: Z sia Dragon Ball Z - La battaglia degli dei; ognuno di essi aveva un costo di 2.600 yen.

## Distribuzione

### Data di uscita
Le date di uscita internazionali sono state:
- 15 dicembre 2012 in Giappone
- 25 gennaio 2013 in Taiwan
- 1º febbraio a Singapore
- 14 febbraio a Hong Kong
- 21 marzo 2013 in Corea del Sud
- 25 aprile in Tailandia
- 1º maggio nelle Filippine
- 15 maggio in Francia

### Edizione italiana
In Italia il film è stato trasmesso il 5 gennaio 2015 su Italia 2. Il doppiaggio italiano è stato eseguito dalla Merak Film e diretto da Sergio Romanò su dialoghi di Manuela Scaglione. Paolo Sesana ricopre il ruolo di Akainu in quanto il suo doppiatore abituale, Alessandro Maria D'Errico, dà voce all'antagonista principale del film.

### Edizioni home video
One Piece Film: Z è stato distribuito in DVD-Video e Blu-ray Disc in Giappone il 28 giugno 2013, con entrambi i formati disponibili in un'edizione normale e una "Greatest Armored Edition" limitata. Le edizioni normali per entrambi i formati includono i trailer e, nelle prime copie, uno dei nove adesivi olografici della ciurma di Cappello di paglia. Le edizioni limitate per entrambi i formati includono tutti i nove adesivi olografici, l'arma di Zephyr Smasher come portachiavi, un supporto con registrazione vocale e materiale per la stampa non in vendita. Le edizioni limitate includono anche un DVD bonus con Glorious Island, "filmati di eventi" e interviste.
In Italia il film è uscito in DVD e BD il 15 dicembre 2017 nel cofanetto One Piece Film Collection, distribuito da Koch Media.

## Accoglienza

### Incassi
One Piece Film: Z ha debuttato al primo posto del botteghino giapponese, incassando 1.372.050.000 yen nel suo weekend di apertura; ogni spettatore ha ricevuto una dei 2 milioni di copie di un "Volume 1.000" di One Piece di 84 pagine, che contiene i character design di Z e un'esclusiva carta One Piece Treasure World. In totale il film ha incassato nel mondo oltre 74 milioni di dollari.